# Dans la cour
Pour plus de détails, voir Fiche technique et Distribution.
Dans la cour est un  
film français réalisé par Pierre Salvadori, sorti en 2014.

## Synopsis
Antoine, musicien de quarante ans, décide de mettre fin à sa carrière. À la recherche d'une vie plus calme, il se fait embaucher comme gardien d'immeuble. Parmi ses nouveaux voisins, il rencontre Mathilde, jeune retraitée qui vit en couple avec son mari Serge et supporte mal l'inactivité. Celle-ci s'inquiète d'une fissure dans le mur de son appartement qui menacerait la sécurité de l'immeuble.

## Fiche technique
- Titre : Dans la cour
- Réalisation : Pierre Salvadori
- Scénario : Pierre Salvadori et David Colombo-Léotard
- Production : Philippe Martin
- Montage : Isabelle Devinck
- Costumes : Virginie Montel
- Son : Brigitte Taillandier
- Musique : Grégoire Hetzel
- Photographie : Gilles Henry
- Décor : Boris Piot
- Sociétés de production : Les Films Pelléas et France 2 Cinéma, en association avec la SOFICA Cinémage 7
- Distribution : Wild Bunch Distribution
- Pays de production :  France
- Format : couleur - 35 mm
- Genre : comédie dramatique
- Durée : 97 minutes
- Date de sortie : 
  - France : 23 avril 2014

## Distribution
- Catherine Deneuve : Mathilde
- Gustave Kervern : Antoine
- Féodor Atkine : Serge, le mari de Mathilde
- Pio Marmaï : Stéphane
- Oleg Kupchik : Lev
- Michèle Moretti : Colette, la libraire ésotérique
- Nicolas Bouchaud : M. Maillard
- Garance Clavel : l'ex d'Antoine
- Carole Franck : la femme de l'agence d'emploi
- Olivier Charasson : le spécialiste
- Fanny Pierre : La jeune mère

## Distinctions

### Récompense
- Festival du film de Cabourg 2014 : Swann d’Or du meilleur réalisateur

### Nomination
- Césars 2015 : Meilleure actrice pour Catherine Deneuve